# District de Lisbonne
Le district de Lisbonne est un district du Portugal.
Sa superficie est de 2 761 km2, ce qui en fait le 15e du pays pour ce qui est de la superficie. Sa population est de 2 135 992 habitants (2001).
Sa capitale est la ville éponyme de Lisbonne.
Le district de Lisbonne comprend 16 municipalités :
- Alenquer
- Amadora
- Arruda dos Vinhos
- Azambuja
- Cadaval
- Cascais
- Lisbonne (Portugais: Lisboa)
- Loures
- Lourinhã
- Mafra
- Odivelas
- Oeiras
- Sintra
- Sobral de Monte Agraço
- Torres Vedras
- Vila Franca de Xira